# Lévignen
Lévignen és un municipi francès, situat al departament de l'Oise i a la regió dels Alts de França. L'any 2007 tenia 859 habitants.

## Demografia

### Població
El 2007 la població de fet de Lévignen era de 859 persones. Hi havia 305 famílies de les quals 52 eren unipersonals (32 homes vivint sols i 20 dones vivint soles), 83 parelles sense fills, 154 parelles amb fills i 16 famílies monoparentals amb fills.
La població ha evolucionat segons el següent gràfic:
Habitants censats

### Habitatges
El 2007 hi havia 341 habitatges, 315 eren l'habitatge principal de la família, 10 eren segones residències i 16 estaven desocupats. 304 eren cases i 33 eren apartaments. Dels 315 habitatges principals, 243 estaven ocupats pels seus propietaris, 63 estaven llogats i ocupats pels llogaters i 9 estaven cedits a títol gratuït; 8 tenien una cambra, 16 en tenien dues, 42 en tenien tres, 69 en tenien quatre i 180 en tenien cinc o més. 265 habitatges disposaven pel capbaix d'una plaça de pàrquing. A 117 habitatges hi havia un automòbil i a 182 n'hi havia dos o més.

### Piràmide de població
La piràmide de població per edats i sexe el 2009 era:
| Homes | Edats   | Dones |
| ----- | ------- | ----- |
| 0     | 95 o +  | 0     |
| 0     | 90 a 94 | 0     |
| 0     | 85 a 89 | 4     |
| 0     | 80 a 84 | 0     |
| 12    | 75 a 79 | 16    |
| 8     | 70 a 74 | 8     |
| 12    | 65 a 69 | 8     |
| 24    | 60 a 64 | 12    |
| 8     | 55 a 59 | 8     |
| 24    | 50 a 54 | 24    |
| 28    | 45 a 49 | 40    |
| 56    | 40 a 44 | 20    |
| 36    | 35 a 39 | 32    |
| 36    | 30 a 34 | 48    |
| 16    | 25 a 29 | 20    |
| 28    | 20 a 24 | 20    |
| 16    | 15 a 19 | 32    |
| 24    | 10 a 14 | 36    |
| 60    | 5 a 9   | 8     |
| 20    | 0 a 4   | 8     |

## Economia
El 2007 la població en edat de treballar era de 583 persones, 445 eren actives i 138 eren inactives. De les 445 persones actives 428 estaven ocupades (235 homes i 193 dones) i 18 estaven aturades (9 homes i 9 dones). De les 138 persones inactives 48 estaven jubilades, 47 estaven estudiant i 43 estaven classificades com a «altres inactius».

### Ingressos
El 2009 a Lévignen hi havia 306 unitats fiscals que integraven 841 persones, la mediana anual d'ingressos fiscals per persona era de 22.123 €.

### Activitats econòmiques
Dels 19 establiments que hi havia el 2007, 1 era d'una empresa de fabricació de material elèctric, 1 d'una empresa de fabricació d'altres productes industrials, 1 d'una empresa de construcció, 5 d'empreses de comerç i reparació d'automòbils, 2 d'empreses de transport, 1 d'una empresa d'hostatgeria i restauració, 1 d'una empresa immobiliària, 4 d'empreses de serveis, 1 d'una entitat de l'administració pública i 2 d'empreses classificades com a «altres activitats de serveis».
Dels 3 establiments de servei als particulars que hi havia el 2009, 1 era un taller de reparació d'automòbils i de material agrícola, 1 lampisteria i 1 perruqueria.
L'any 2000 a Lévignen hi havia 4 explotacions agrícoles que ocupaven un total de 560 hectàrees.

## Equipaments sanitaris i escolars
El 2009 hi havia una escola elemental integrada dins d'un grup escolar amb les comunes properes formant una escola dispersa.

## Poblacions més properes
El següent diagrama mostra les poblacions més properes.